# Ultra (filme)
Ultra é um filme italiano dirigido por Ricky Tognazzi. O filme fala sobre um grupo de ultras da AS Roma que se desloca a Turim para o jogo Juventus vs Roma.